# 1897 Hind
För andra betydelser, se Hind.
1897 Hind eller 1971 UE1 är en asteroid i huvudbältet som upptäcktes den 26 oktober 1971 av den tjeckiske astronomen Luboš Kohoutek vid Bergedorf-observatoriet. Den har fått sitt namn efter den brittisk astronomen John Russell Hind.
Asteroiden har en diameter på ungefär 5 kilometer och den tillhör asteroidgruppen Flora.